# Oberredwitz
Oberredwitz ist ein Gemeindeteil der Großen Kreisstadt Marktredwitz (Oberfranken, Bayern). Er ist einer der größten und ältesten Stadtteile der Stadt und befindet sich westlich der Innenstadt.

## Lage und Geschichte
Oberredwitz liegt westlich im Stadtgebiet von Marktredwitz. Nördlich wird der Stadtteil von der B 303 begrenzt, im Süden und Westen von der Bahnstrecke Nürnberg–Cheb.
Die Ursprünge des Dorfes Oberredwitz gehen zurück auf die Heilig-Geist-Kirche, die bis 1702 Annakirche hieß, und das markgräfliche Rittergut.
Am 1. April 1939 wurde die bis dahin selbständige Gemeinde in die Stadt Marktredwitz eingegliedert. Gemeindeteile wurden nach Alexandersbad und Lorenzreuth umgegliedert. Im 19. Jahrhundert wurde das Rittergut dann in eine Brauerei umgewandelt. Die Brauerei Kastner war zeitweise die größte in der Stadt. Durch mehrere Neubaugebiete wurde der heutige Stadtteil deutlich größer als das damalige Dorf, das Wohngebiet ist das größte zusammenhängende Wohngebiet der Stadt.

## Kultur und Sehenswürdigkeiten

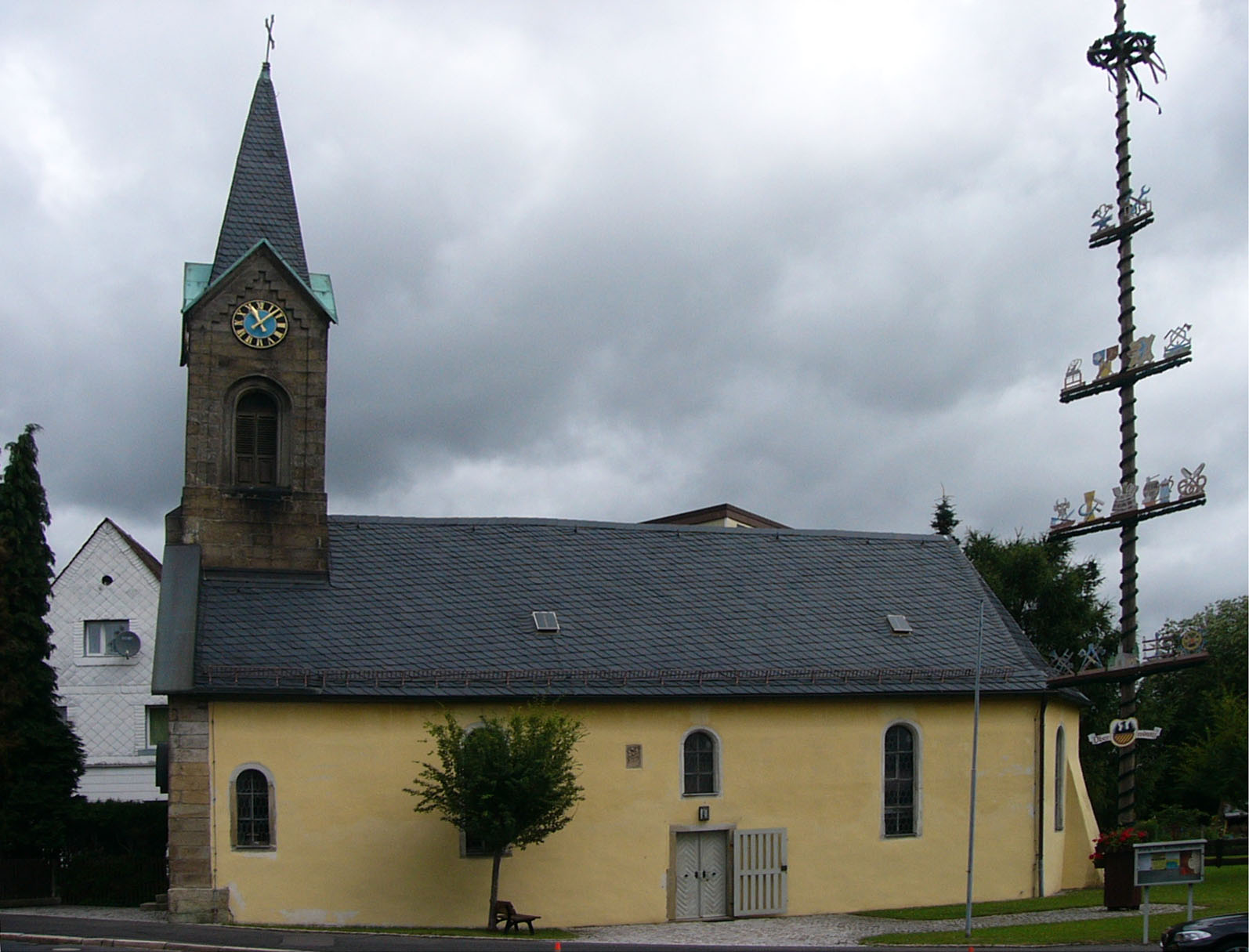
Heilig-Geist-Kirche

Die  Heilig-Geist-Kirche, auf welche eigentlich die ganze Geschichte des Stadtteils zurückgeht, ist auch die wichtigste Sehenswürdigkeit. Die mittelalterliche St.-Anna-Kirche wurde um die Wende vom 17. zum 18. Jahrhundert gründlich renoviert und 1702 in „Heilig-Geist-Kirche“ umbenannt. Gleichzeitig erhielt sie ihre Innenausstattung, die einschließlich des Kanzelaltars bis heute erhalten ist. Das damalige Schloss Oberredwitz ist nicht mehr erhalten. In der alten Ortsmitte, die unmittelbar an die Kernstadt grenzt, finden sich auch noch weitere erhaltene alte Gebäude.
Eine Besonderheit ist es, dass der Stadtteil, trotz seiner weit zurückliegenden Eingemeindung, und der unmittelbaren Lage an der Kernstadt, viele Traditionen und eigene Vereine bewahren konnte. Das Aufstellen des eigenen Maibaums ist eine davon.

## Wirtschaft und Infrastruktur
Im Stadtteil gibt es mehrere Supermärkte bzw. Discounter und Autohändler. Auch gibt es größere Unternehmen, wie etwa der Destillerie Dr. Rauch, die Müssel Maschinenbau GmbH und Scherdel Ausbildungs- und Trainingszentrum.
Oberredwitz ist verkehrsgünstig gelegen, im Norden liegt die B 303, durch den Stadtteil führt die Bayreuther Straße, eine Ausfallstraße. Auch ist der Bahnhof nicht weit entfernt. Im Stadtteil selbst gibt es zahlreiche Bushaltestellen, die von der Stadtbuslinie und den weiteren Regionalbuslinien der VGF bedient werden.
Im Stadtteil befindet sich auch das Klinikum Fichtelgebirge Haus Marktredwitz. Dieses ist ein leistungsfähiges Krankenhaus der Versorgungsstufe 3. Daneben befinden sich ein Ärztehaus sowie weitere Praxen von Fachärzten.